# XXII век до н. э.
XXII (два́дцать второ́й) век до на́шей э́ры по пролептическому юлианскому календарю — век с 1 января 2200 года до н. э. по 31 декабря 2101 года до н. э. Это 9-й век 3-го тысячелетия до н. э. Ему предшествовал XXIII век до н. э., за ним следовал XXI век до н. э. Закончился 4125 лет назад.

## Правители
- Фараоны VI династии Пепи II, Меренра II, Нитигрет. Множество неизвестных фараонов VII и VIII династий, например Менкар, Какаура Иби I и другие. Фараоны IX—X династий Хети I и Хети II. Фараоны XI династии Ментухотеп I, Иниотеф I, Иниотеф II.
- Цари Аккада: Шаркалишарри, четыре претендента (Игиги, Нанум, Ими и Элулумеш), Дуду, Шу-Туруль.
- Правители кутиев: Сарлаг, Ярлаган I и ещё 12 правителей, Ярлаган II, Сиум, Тирикан.
- 2-я династия Лагаша: Ур-Баба, Гудеа (2120-е), Ур-Нин-Нгирсу, Пиригме, Урнгар, Наммахани.
- 4-я династия Урука: пять царей (ок. 2150—2120)
- 5-я династия Урука: Утухенгаль (ок. 2111—2104)
- 3-я династия Ура: Ур-Намму (2112—2094).
- Цари Элама: Кутик-Иншушинак I (современник Шаркалишарри).

## События
- Ок. 2200 года до н. э. началась засуха, которая длилась в течение всего XXII столетия до н. э.

### Египет
- Ок. 2152—2150+25 — После Пиопи II несколько слабых правителей. Фараон-женщина Нитокрида.
- Ок. 2150+25 — VII династия. По Манефону — 70 царей, правившие 70 дней.
- Ок. 2150—2118+25 — VIII династия из Мемфиса, сохраняла власть лишь над Нижним Египтом.
- Ок. 2118—1980+25 — Правление в Гераклеополе (север Верхнего Египта) IX и X династий.
- Ок. 2110-х годов — Фараон Хети I, основатель IX династии. Жёсткие, но безуспешные меры по объединению страны.

### Месопотамия
- Начало XXII века — Правитель Ашшура Итити, сын Якулабы. Захват Нузы.
- Ок. 2144—2124 (2180—2160) — Гудеа, патеси Лагаша при гутиях. Крупное строительство. Начало расцвета литературы и искусства.
- 2120—2112 (2130-е годы) — Царь Урука Утухенгаль. Гутеи разбиты в войне с Уруком. Изгнание их из Двуречья.
- 2113 (2132) — Гегемония над Двуречьем переходит к 3-й династии Ура.
- 2113—2095 (2132—2114) — Царь Ура Ур-Намму, полководец Утухегала, основатель 3-й династии Ура. Объединение Шумера и Аккада. Распространение влияния в Сирии, Малой Азии и Эламе. Создание сборника законов.
- XXII—XXI века — Правители Ашшура Ушпия и Киккия.

### Другие регионы
- XXII—XXI века — Среднеминойский и среднеэлладский периоды. Возникновение письменности. Формирование классового общества на Крите.
- XXII—XXI века — Вторжение ахейцев в Элладу.

## Мифические события
- 2197 — начало правления Ци[англ.], легендарного государя Древнего Китая[1].
- 2189 — начало правления Тай-кана[англ.], легендарного государя Древнего Китая[2].